# 上菅田町
上菅田町（かみすげたちょう）は、神奈川県横浜市保土ケ谷区の町名。丁番を持たない単独町名である。住居表示未実施区域。郵便番号は240-0051（集配局：保土ヶ谷郵便局）。

## 地理

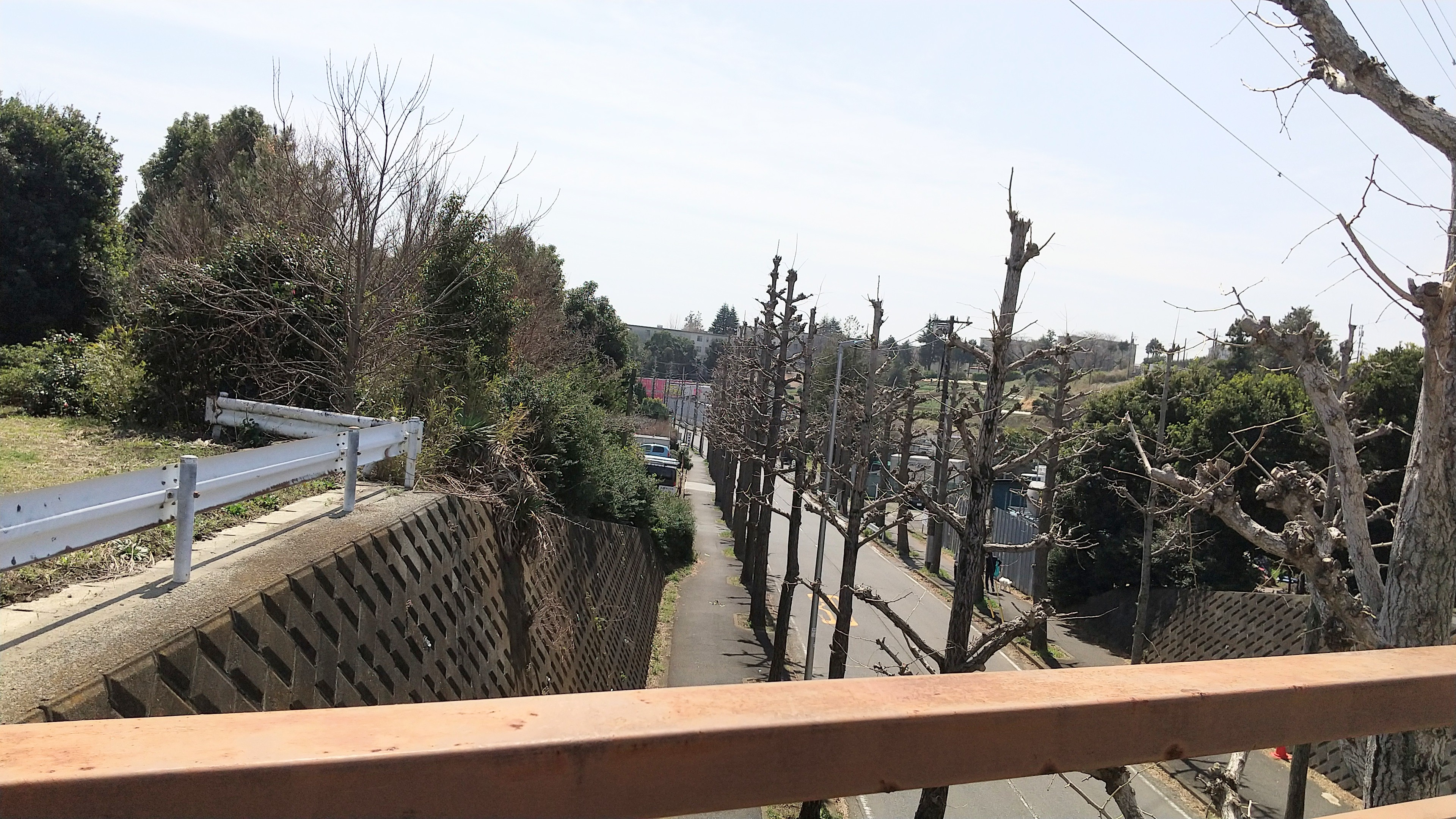
笹山団地と緑区竹山団地を結ぶ道路上の竹山橋から見た笹山団地方面

横浜市保土ケ谷区の北西部に位置する。同じく保土ケ谷区に属する新井町をはさみ、帷子川支流の菅田川の谷戸を中心とした本体部分と新井町の北に隣接する飛地部分とに分かれる。本体部分は北で緑区竹山・鴨居町、東で神奈川区菅田町・羽沢町、南は東川島町・西谷町・西谷、西は新井町および旭区川島町と隣接する。さらに新井町及び緑区竹山をはさんだ飛地部分は北で緑区白山、東は緑区竹山、南は新井町、西は旭区白根町および中白根と隣接する。また地図上では本体部分と飛び地との間には緑区の竹山四丁目がはさまっているようにも見えるが、この区域は区境となっている分水界をはさんで鶴見川流域に属する。北東側の菅田町との間も分水界で、比較的高い丘陵があり直接通じる道路は少ない。
本体部分は、ほぼ中央を南に流れる菅田川とその支流による谷戸が開け、この谷戸を緑区鴨居から保土ケ谷区西谷町へ貫通する県道109号（山崎通り）に沿って旧来の集落が分布する。飛び地部分は、菅田川と同様に帷子川の支流である新井川とさらにその支流の最上流部に当たり、地形的には南の新井町から連続している。新井川支流沿いの谷戸を緑区鴨居から稲荷通りとよばれる街路が貫通する。谷戸を除いた大部分の区域は丘陵であり元は山林に覆われていたが、1970年代以降宅地化が進んでいる。県営笹山団地、県公社笹山団地のほか、まとまった面積の区域を造成して開かれた住宅団地も多く、市立上菅田笹の丘小学校東側のエステ・アベニュー保土ケ谷のように住民が建築協定を結んで街づくりに注意をはらっているところもある。
南部は相模鉄道本線西谷駅の駅勢圏に属するが、横浜市編入以前に分水界を越えてともに都筑郡新治村に属していた緑区鴨居方面との結びつきも見られる。

### 字名
| - 山崎（やまざき） - 七里堀（しちりぼり） - 苅又（かりまた） - 金草沢（かなくさざわ） | - 仲田（なかた） - 笹山（ささやま） - 八幡通（はちまんどおり） - 神明通（しんめいどおり） |

### 地価
住宅地の地価は、2025年（令和7年）1月1日の公示地価によれば、上菅田町字山崎144番44の地点で18万4000円/m²となっている。

## 歴史
元は武蔵国都筑郡上菅田村。小机領に属した。江戸時代中期の宝暦年間に村内の西部、新井川流域の山林が開発されて新井新田として分離したため（現・新井町）、上菅田村は飛び地を持つ形となった。
- 1873年（明治6年）5月1日 - 区番組制により、都筑郡川島村・上星川村・新井村・上菅田村は第6区1番組にそれぞれ編入される。
- 1874年（明治7年）6月14日 -  大区小区制により、上星川村・川島村・上菅田村・新井新田は第7大区1小区にそれぞれ編入される。
- 1889年（明治22年）4月1日 町村制施行の際、都筑郡上菅田村・新井新田が中山村・十日市場村・榎下村・久保村・寺山村・台村・上猿山村・下猿山村・鴨居村・本郷村と合併して新治村が成立。
- 1939年（昭和14年）4月1日 - 横浜市の市域拡張。新治村を含む都筑郡各町村が横浜市へ編入。旧都筑郡の大部分と神奈川区の一部から分区新設された港北区に属する。
- 1969年（昭和44年）10月1日 - 港北区から保土ケ谷区へ上菅田町・新井町を編入[8]。

## 世帯数と人口
2025年（令和7年）6月30日現在（横浜市発表）の世帯数と人口は以下の通りである。
| 町丁     | 世帯数    | 人口     |
| -------- | --------- | -------- |
| 上菅田町 | 6,580世帯 | 13,701人 |

### 人口の変遷
国勢調査による人口の推移。
| 年                 | 人口   |
| ------------------ | ------ |
| 1995年（平成7年）  | 15,745 |
| 2000年（平成12年） | 14,956 |
| 2005年（平成17年） | 14,451 |
| 2010年（平成22年） | 14,406 |
| 2015年（平成27年） | 13,929 |
| 2020年（令和2年）  | 13,995 |

### 世帯数の変遷
国勢調査による世帯数の推移。
| 年                 | 世帯数 |
| ------------------ | ------ |
| 1995年（平成7年）  | 5,559  |
| 2000年（平成12年） | 5,630  |
| 2005年（平成17年） | 5,740  |
| 2010年（平成22年） | 5,950  |
| 2015年（平成27年） | 5,883  |
| 2020年（令和2年）  | 5,951  |

## 学区
市立小・中学校に通う場合、学区は以下の通りとなる（2024年11月時点）。
| 番地            | 小学校                     | 中学校               |
| --------------- | -------------------------- | -------------------- |
| 1番地～1537番地 | 横浜市立上菅田笹の丘小学校 | 横浜市立上菅田中学校 |
| 1538番地以降    | 横浜市立新井小学校         | 横浜市立新井中学校   |

## 事業所
2021年（令和3年）現在の経済センサス調査による事業所数と従業員数は以下の通りである。
| 町丁     | 事業所数  | 従業員数 |
| -------- | --------- | -------- |
| 上菅田町 | 221事業所 | 2,359人  |

### 事業者数の変遷
経済センサスによる事業所数の推移。
| 年                 | 事業者数 |
| ------------------ | -------- |
| 2016年（平成28年） | 219      |
| 2021年（令和3年）  | 221      |

### 従業員数の変遷
経済センサスによる従業員数の推移。
| 年                 | 従業員数 |
| ------------------ | -------- |
| 2016年（平成28年） | 1,823    |
| 2021年（令和3年）  | 2,359    |

## 交通

### 鉄道
町域内の南辺に東海道新幹線が通るが駅は設置されていない。区内にある相鉄本線、相鉄新横浜線の西谷駅や相鉄新横浜線の羽沢横浜国大駅、または横浜線鴨居駅が利用される。なお東部方面線(現在の新横浜線)の初期段階では、鶴ヶ峰駅から新横浜駅まで直通ルートが検討され途中駅として上菅田町周辺に駅設置が検討されたことがあった。

### バス
- 92系統：笹山団地 - 横浜駅西口 （横浜市営バス、急行運転） ※横浜駅西口発は笹山団地中央行き
  - 笹山団地、笹山団地中央、笹山団地入口、上菅田中学校前、上菅田町、中田、寺下橋、富士見橋、山崎
- 124系統：笹山団地 - センター南駅・石橋 （横浜市営バス）※センター南駅発は笹山団地中央行き
  - 笹山団地、笹山団地中央、笹山団地入口、上菅田中学校前、上菅田町、笹山、辻山
- 129系統：鶴ヶ峰駅 - 新横浜駅 （横浜市営バス）
  - 山崎、富士見橋、寺下橋
- 218系統：福寿荘 - 西谷駅・望洋台入口・上菅田小学校経由-福寿荘 （横浜市営バス、環状運転）
  - 石崎稲荷、望洋台入口、上菅田第四公園、上菅田小学校、望洋台入口、石崎稲荷
- 浜83系統：上菅田東部公園 - 横浜駅西口 （相鉄バス、神奈川区との境界を通る）
  - 上菅田東部公園、神保境
- 119系統：鴨居駅前 - 鴨居駅前 （横浜市営バス・神奈川中央交通バス、環状運転）
  - さわやか苑前、新井小学校下
- 1系統：中山駅 - 横浜駅西口 （神奈川中央交通バス） ※梅の木・三ツ沢西町経由。横浜市営バスからの移管路線
  - 辻山、笹山、上菅田町、中田、寺下橋、富士見橋、山崎
- 横51系統：中山駅 - 横浜駅西口 （神奈川中央交通バス）　※梅の木・洪福寺経由
  - 辻山、笹山、上菅田町、中田、寺下橋、富士見橋、山崎
- 鴨居駅前 - 千丸台団地 （横浜市営バス、深夜バス、平日1日2本運転）
  - 山崎、富士見橋、寺下橋、中田、上菅田町、笹山団地入口、笹山団地、笹山団地中央、笹山団地入口

### 道路
- 神奈川県道109号青砥上星川線（山崎通り）
- 学園前通り

## 施設
- 横浜上菅田郵便局
- 上菅田地域ケアプラザ
- 上菅田中央自治会館
- 芙蓉が丘自治会館
- 山崎台自治会館
- 上菅田南自治会館
- 茶の木台百合ヶ丘自治会館
- エステアベニュー保土ヶ谷自治会館
- 富士見丘自治会館
- 横浜市立上菅田中学校
- 横浜市立上菅田笹の丘小学校
- 横浜市立新井小学校
- 横浜市立上菅田特別支援学校
- 上菅田東部公園
- 県営笹山団地
- NTT上菅田無線中継所
- 石崎稲荷
- 明神社

### 商業施設
町内には大型店が無く、商店街も笹山商店街がわずかに数店舗があるのみである。
- そうてつローゼン 笹山店
- セブンイレブン 横浜上菅田店
- ローソン 横浜上菅田店

近隣にマルエツ 西谷店（西谷町、西谷商店街）、大型ショッピングモールららぽーと横浜（都筑区池辺町）内のイトーヨーカ堂など、商業施設が多数ある。

## 自治会
上新地区連合自治会
- 望洋台自治会 上菅田町105〜129、 151〜154、 183、861〜871
- 源氏ケ丘自治会 上菅田町204〜250
- 芙蓉ケ丘自治会 上菅田町418-3〜418-130、 431-75、 432-2〜432-76、 455-3〜455-20、 456
- 富士見丘自治会 上菅田町414、 415、 417、 432〜435、 440〜444、 494〜496、500、 501、 503、 509、 512
- 上菅田町自治会 上菅田町の一部
- 上菅田南自治会 上菅田町54〜926
- 上菅田中央自治会 上菅田町375〜1083
- 山崎台自治会 上菅田町79〜124
- 百合ヶ丘自治会 上菅田町800〜940
- 松下団地自治会 上菅田町1114、 1149
- 千歳自治会 新井町192-2〜244、上菅田町1538
- 茶の木台自治会 上菅田町866〜871、876〜893、 904、 905

このほかに 新井町自治会（新井町1〜660）が加入している。
地区連合町内会未加入自治会
- エステ・アベニュー保土ケ谷自治会
- 笹山公社団地自治会
- 県営笹山団地自治会

## その他

### 日本郵便
- 郵便番号 : 240-0051[3]（集配局：保土ヶ谷郵便局[18]）

### 警察
町内の警察の管轄区域は以下の通りである。
| 番・番地等                        | 警察署         | 交番・駐在所 |
| --------------------------------- | -------------- | ------------ |
| 1〜103・110〜117・394〜517番地    | 保土ケ谷警察署 | 西谷交番     |
| 104〜109・118〜393・518〜1791番地 | 保土ケ谷警察署 | 上菅田交番   |